# Jesús Bola
Jesús Bola (n. Sevilla, España; 13 de enero de 1960) es un músico especializado en flamenco.

## Biografía
Jesús Bola realizó sus estudios de Formación Musical en el Conservatorio Superior de Música de Sevilla,  en las ramas de Piano, Armonía y Dirección, siendo su maestro D. Manuel Castillo. En 1978 realizó un curso de especialización en música de cine, teniendo como maestro a D. Antón García Abril. Por esta misma fecha se introduce en el mundo del flamenco.

### Director de orquesta
Jesús Bola ha orquestado y dirigido a la Royal Philarmonic Orchestra con Camarón de la Isla en «Soy Gitano», donde se incluyen obras como «Nana del Caballo Grande».
Además de la Royal Philarmonic en 17 ocasiones, ha dirigido a la Orquesta Sinfónica Checa 8 veces, Orquesta Nacional de España, Orquesta Sinfónica de Miami, Orquesta de Cámara del Conservatorio Superior de Música de Sevilla, Orquesta Manuel de Falla (Cádiz), London Symphony, Orquesta Real de Rabat y Orquesta Sinfónica de Bratislava.

### Participación en bandas sonoras de cine y televisión
- Las dos orillas (1981). Director: Sebastián Bollaín. Intérprete: José Luis Gómez. (Compositor)
- La Lola se va a los puertos (1993). Directora: Josefina Molina. Intérprete: Rocío Jurado. (Autor/Compositor)
- Flamenco (1995).[2] Director: Carlos Saura. (Dirección Técnica)[3]
- Otras películas: Belmonte, Bajarse al moro, Taxi, Báilame el agua, etc.
- TV: Dirección Musical en Ratones Coloraos de Jesús Quintero. (Autor/Compositor)

### Otros trabajos
Jesús Bola es Director Técnico musical de grabación del Festival Internacional de Música de Cine de Sevilla desde 1987. Donde ha colaborado  con compositores y directores como: Ennio Morricone, Antón García Abril, Maurice Jarre, Carmelo Bernaola, John North y Howard Shore entre otros.
A finales de 1995, realizó la obra «Pasión y Muerte» con la Royal Philarmonic Orchestra, donde conjugó la música clásica en armonía con el flamenco y las marchas procesionales de la Semana Santa de Sevilla. En marzo de 1996 presenta esta obra en Sevilla, en el Teatro Lope de Vega, con esta misma Orquesta dirigida por él.
Ha sido autor compositor de artistas como Rocío Jurado, El Lebrijano, Los del Río, Azúcar Moreno, Joaquín Cortés, Rafael del Estad, Mª Dolores Pradera, Malú, Diego Carrasco, Joaquín Sabina, Valderrama, María Jiménez, Remedios Amaya, Flauta y Compás, Camarón de la Isla, Rosalía. Y ha compuesto gran parte la música original para los espectáculos Soul y Live de Joaquín Cortés.
Como Artista, Intérprete y Ejecutante ha participado en más de 3.000 obras siendo componente y director musical del grupo Jarcha.
Es Autor, Productor, Director Musical y Arreglista de los últimos trabajos de Valderrama, Los Marismeños, El Mani, Chiquetete, Ratones Coloraos (Jesús Quintero), Diego Carrasco, Falete y junto a Rafa Serna El Himno del Centenario de la Coronación Canónica de la Virgen del Rocío.
Como Director/Ingeniero de Sonido ha realizado trabajos con Paco de Lucía, Camarón de la Isla, Raimundo Amador, Pepe de Lucía, Matt Bianco, Hilario Camacho, Ecos del Rocío, Joaquín Cortés, Royal Philarmonic Orchestra, Flamenco de Saura y Pepe de Lucía, con el que obtuvo DOS Grammy.[cita requerida]
En 1982 creó su propio estudio de grabación «Pañoleta Records» denominado «Estudio Bola S.L.» desde 1991. En él Jesús desarrolló su labor como autor, compositor, productor, director musical y arreglista. Diseña Realiza y Dirige estudio de sonido/TV Jesús Quintero.